# مايك كولتر
مايك كولتر (بالإنجليزية: Mike Colter)‏ مواليد 26 أغسطس 1976 في كولومبيا، هو ممثل أمريكي درس في جامعة روتجرز.

## الأعمال
- فتاة المليون دولار
- سولت
- رجال ذو بزات سوداء 3
- 30 دقيقة بعد منتصف الليل
- انقراض
- إي آر
- آل باركر
- القانون والنظام: النية الإجرامية
- القانون والنظام: الوحدة الخاصة للضحايا
- ذا غود وايف
- رحلة فتيات

## روابط خارجية
- مايك كولتر على موقع IMDb (الإنجليزية)
- مايك كولتر على موقع روتن توميتوز (الإنجليزية)
- مايك كولتر على موقع ألو سيني (الفرنسية)
- مايك كولتر على موقع أول موفي (الإنجليزية)
- مايك كولتر على موقع قاعدة بيانات الفيلم (الإنجليزية)
- مايك كولتر على موقع كينوبويسك (الروسية)